# .si
.si는 슬로베니아의 인터넷 국가 코드 최상위 도메인이다. 슬로베니아 학술 연구 네트워크 ARNES가 관리한다.

## 도메인 핵
.si TLD에 대한 도메인 핵은 꽤 인기가 있다. si가 슬로베니아어 동사 'to be'의 2인칭 단수이기 때문이다. 따라서 이러한 도메인 핵을 사용하는 많은 도메인이 만들어졌으며 가장 인기 있는 도메인 중 하나는 zadovoljna.si('기뻐합니다', 여성형)이다.
Sí는 스페인어에서도 yes로 번역되므로 일부 스페인어 웹사이트에서는 TLD를 사용했다. 이에 대한 주목할만한 예는 웹 사이트 morena.si에서 찾을 수 있는 멕시코 정당 MORENA이다.
이탈리아 정당 이탈리아 좌파(Sinistra Italiana, 약어: SI)도 웹사이트(sinistraitaliana.si)에 슬로베니아 도메인을 사용한다.
펩시는 URL 단축 pep.si를 사용한다.